# 胡嘉欣
胡嘉欣（英語：Josie，2002年9月24日—），中国女歌手、演员，出生于湖北武汉。

## 经历
3岁开始学习体操，后因腰伤被迫退役。
2015年，获得中国新面孔少儿模特及表演大赛湖北赛区总决赛少儿组冠军冠军。
2020年，参加《创造营2020》。
2022年4月18日，中央戏剧学院公布当年艺考成绩，胡嘉欣在榜单上排名第十九。

## 音乐作品

### 创造营2020时期
| 发行时间 | 歌曲名称（歌曲说明）                                                                                    | 原唱者               |
| 2020     | 《Queendom》（初舞台）                                                                                  | Vinida               |
| 2020     | 《除了春天愛情和櫻花》 （第一次公演，与陈卓璇、朱主爱等选手参演，小组对决获胜）                         | High4、IU            |
| 2020     | 《你最最最重要》（主题曲）                                                                              | 创造营2020练习生     |
| 2020     | 《时候》 （《创造营2020》第二次公演舞蹈位置测评表演曲目，與姜贞羽、刘些宁、谢安然等參演，小组对决获胜） | 蘇運瑩               |
| 2020     | 《騎上我心愛的小摩托》 （《创造营2020》特别快闪舞台表演曲目）                                           | 靜sir                |
| 2020     | 《着迷 Lost in ME》 （《创造营2020》第三次公演原创歌曲表演，與郑乃馨、胡玛尔、李佳恩等參演）            | 原创歌曲，制作人郑楠 |

## 影视作品

### 電視劇/網絡劇
| 上映時間 | 名稱                   | 角色   | 備註   |
| -------- | ---------------------- | ------ | ------ |
| 2018年   | 《逆青春》             | 高萌   | 网络剧 |
| 2019年   | 《天使的眼睛第1-2季》  | 关微微 | 网络剧 |
| 2019年   | 《逆青春第2季》        | 高萌   | 网络剧 |
| 2019年   | 《反骗天下》           | 夏樱   | 网络剧 |
| 2020年   | 《天使的眼睛第3季》    | 关微微 | 网络剧 |
| 2021年   | 《逆青春第3季》        | 高萌   | 网络剧 |
| 2022年   | 《二进制恋爱》         | 葉茹庭 | 网络剧 |
| 2022年   | 《星汉灿烂/月升沧海》  | 王姈   | 网络剧 |
| 2022年   | 《一不小心喵上你》     | 紀年   | 网络剧 |
| 2022年   | 《时光与他，恰是正好》 | 宋临雪 | 网络剧 |
| 2023年   | 《大宋少年志2》        | 梁埋香 |        |
| 2024年   | 《锦绣安宁》           | 罗宜玉 |        |
| 2025年   | 《仙台有树》           | 羽童   |        |
| 2025年   | 《仁心俱乐部》         | 吕青青 |        |
| 2025年   | 《樱桃琥珀》           | 岑小蔓 |        |
| 待播     | 《镜像追踪》           |        | 网络剧 |
| 待播     | 《楚乔：冰湖重生》     | 赫連凌 |        |
| 待播     | 《我在大学修文物》     | 方夏晴 | 网络剧 |

### 電影
| 上映時間 | 名稱               | 角色   | 備註     |
| -------- | ------------------ | ------ | -------- |
| 2018年   | 《画皮师2》        | 清倌人 | 網絡電影 |
| 2020年   | 《沐浴之王》       | 护士乙 |          |
| 2023年   | 《曾经炽热的我们》 |        |          |

### 综艺节目
| 播出日期   | 名称                      | 播放平台 | 备注           |
| ---------- | ------------------------- | -------- | -------------- |
| 2019.11.11 | 《出发吧！从T-HOUSE开始》 |          | 天浩盛世真人秀 |
| 2020.05.02 | 《创造营2020》            | 腾讯视频 | 女团竞演真人秀 |

## 外部連結
- 胡嘉欣Josie的新浪微博